# Ронделе, Жан-Батист
Жан-Батист Ронделе (фр. Jean-Baptiste Rondelet; 4 июня 1743, Лион — 25 сентября 1829, Париж) — французский архитектор, теоретик архитектуры конца эпохи Просвещения.

## Биография
Сын строительного подрядчика, образование получил в иезуитском коллеже в Лионе. Затем отправился в Париж, где поступил на учёбу в архитектурную школу.
Обучался у Жака Франсуа Блонделя и Жака-Жермена Суффло, под руководством которого участвовал в строительстве Парижского Пантеона (тогда — церковь Святой Женевьевы). После смерти учителя в 1780 продолжил руководить проектом совместно с архитектором Бребионом вплоть до его завершения в 1790 году. В частности, был ответственным за постройку конструкции барабана купола.
В 1783—1784 жил в Италии, затем возобновил работу по инспектированию работ строительства церкви Святой Женевьевы.
Наполеон, придававший большое значение моральному эффекту Пантеона, объявил его декретом от 20 февраля 1806 года местом захоронения великих людей и выделил 600 000 франков на ремонт. По совету архитектора Фонтэна он был поручен Ронделе, назначенному архитектором Пантеона в 1806 году. В 1806—1812 годах Ронделе осуществлял ремонтные работы в Пантеоне, в том числе переделал купол и своды, оставаясь верным плану Суффло. Провёл с помощью новых научно-технических методов исследование структурных повреждений Пантеона.
В 1806 году он укрепил внутреннюю часть купола, расписанного в 1811 году живописцем Антуаном Жаном Гро.
Как педагог, Ронделе преподавал в Политехническом университете в Париже, где ввёл новую дисциплину — гражданское строительство. С 1799 года он также преподавал во французской Академии изящных искусств. Автор выдающихся достижений в области инженерного проектирования. Ему принадлежат математические теоремы для структурного анализа стен и конструкций здания. Кроме того, ранние попытки описать материальные свойства строительных материалов, например, их прочность на сжатие.
После революции 1830 года он участвовал вместе с художником Бальтаром в конкурсе по преобразованию Пантеона в «Храм славы» (Temple de la Gloire).
Был членом-корреспондентом Французской академии наук, искусств и литературы Аррас (Académie d’Аррас), с 1816 года — членом Академии изящных искусств, почётным членом Академии наук, литературы и искусства в Лионе.

## Избранные публикации
- La science de la construction des édifices, (1785),
- Memoire sur l’Architecture (1789 год),
- Traité théoretique et pratique de l’art de bâtir, (1802—1817),
- Memoire sur la marine des Anciens et sur les navires a plusieurs rangs de rames. Paris 1820
- более сотни статей по строительству, опубликованных в «Encyclopedie Methodique» с 1788 по 1820 год.

## Награды
- Орден Почётного Легиона (1814 год)